# Красново (Северо-Казахстанская область)
Красново (каз. Красново) — село в Айыртауском районе Северо-Казахстанской области Казахстана. Входит в состав Константиновского сельского округа. Код КАТО — 593242500.

## Население
В 1999 году население села составляло 199 человек (120 мужчин и 79 женщин). По данным переписи 2009 года, в селе проживало 53 человека (27 мужчин и 26 женщин).
На 2015 год село Красново, как населённый пункт, не существует. Жителей расселили в районный центр, часть разъехалась по окрестным сёлам.